# Jeff Healey
Pour les articles homonymes, voir Healey.
Norman Jeffrey Healey (25 mars 1966 - 2 mars 2008), connu sous le nom de Jeff Healey est un chanteur-compositeur canadien, principalement guitariste de jazz, blues et rock. Il a aussi été acteur : il a joué dans le film Road House en 1989 avec Patrick Swayze et dans deux téléséries : Jake's Progress en 1995 ainsi que Due South en 1996.

## Biographie et carrière
Né à Toronto, il est abandonné à la naissance puis adopté. Son père adoptif est pompier, Jeff Healey a grandi à l'extrême-ouest de la ville. Il perd la vue à l'âge d'un an, à la suite d'un rétinoblastome, un cancer rare de la rétine contre lequel il s'est battu toute sa vie et qui finalement l'a tué. Ses yeux ont dû être retirés par opération chirurgicale et des prothèses oculaires lui ont été posées. Il commence à jouer de la guitare à l'âge de trois ans en posant l'instrument à plat sur les genoux.
À l'âge de 17 ans, il fonde le groupe Blue Direction aux côtés du bassiste Jeremy Littler, le batteur Graydon Chapman et un camarade d'école, Rob Quail, guitariste. Le groupe joue dans plusieurs salles de Toronto, notamment la Colonial Tavern.
Peu après, il forme un trio avec le bassiste Joe Rockman et le batteur Tom Stephen. Le nouveau groupe reçoit une critique dans l'hebdomadaire NOW, et rapidement ils commencent à jouer presque toutes les nuits dans des salles locales. Fin des années 80, le groupe fait aussi une apparition dans le film Road House qui a été inspiré d'une interprétation de Jeff Healey. Le groupe s'allie avec le label Arista Records et, en 1988, ils produisent l'album See The Light qui inclut la chanson Angel Eyes. Leur chanson Hideaway est nommée aux Grammy Awards dans la catégorie Best Instrumental et en 1990, le groupe remporte le prix Juno en tant qu'artiste Canadien de l'année. Parmi d'autres chansons à succès, on peut citer How Long Can a Man Be Strong et une reprise d'une chanson des Beatles, While My Guitar Gently Weeps.
Dans ses années suivantes, il réalise trois CD pour sa réelle passion, le jazz américain traditionnel des années 1920 et des 1930. Collectionneur de disques phonographiques, il en possède plus de 25 000. Pendant de nombreuses années, il joue sur la Bathurst Street à Toronto avec un groupe de rock tous les jeudis soirs et avec son groupe de jazz, The Jazz Wizards, les samedis après-midi. Le club déménage vers un endroit plus grand qui est renommé Jeff Healey's Roadhouse. Bien qu'il ait laissé son nom et qu'il y joue souvent, Jeff n'en était ni le propriétaire ni le dirigeant.
Bien qu'essentiellement connu comme guitariste, Healey a aussi joué de la trompette et de la clarinette durant ses représentations. Il a aussi collaboré avec Ian Gillan, chanteur du groupe Deep Purple, pour son album Gillan's Inn sur lequel il a joué sur deux chansons, When a Blind Man Cries et Demon's Eye.
Il présenta également une émission de la CBC Radio intitulée My Kind of Jazz dans laquelle il programmait des disques choisis dans sa large collection de jazz vintage. Il présenta une émission du même titre sur une chaîne de radio canadienne, CJRT-FM (actuellement JAZZ.FM91) localisée à Toronto.
Avec le groupe Jazz Wizards, il joua des morceaux de jazz américain des années 1920, 1930 et du début des années 40. Il devait jouer en Grande-Bretagne, en Allemagne et aux Pays-Bas en avril 2008.
Jeff Healey fit découvrir et aida la carrière d'autres artistes tels que Amanda Marshall et Terra Hazelton.
Le 11 janvier 2007, il se fait opérer pour retirer des tissus affectés par un cancer, dans les deux poumons. Dans les huit mois auparavant, il s'était fait retirer deux sarcomes aux jambes. Le 2 mars 2008, il meurt au St. Joseph's Health Centre, dans sa ville natale de Toronto, à l'âge de 41 ans. Sa mort survient un mois avant la sortie de son album, Mess of Blues.

## Discographie

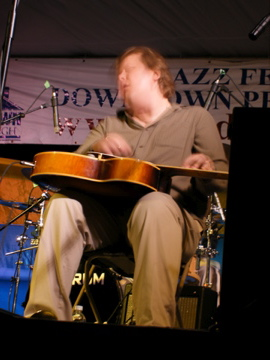
Jeff Healey à Peterborough (Ontario, Canada) en 2007

### Jeff Healey Band
| Year | Album          | Label and Catalog Number | CAN | AUS | UK | US  | Certification                                                  |
| ---- | -------------- | ------------------------ | --- | --- | -- | --- | -------------------------------------------------------------- |
| 1988 | See the Light  | Arista ARCD-8553         | 25  | 33  | 58 | 22  | - CAN: 3× Platinum - ARIA: Gold - BPI: Silver - RIAA: Platinum |
| 1990 | Hell to Pay    | Arista ARCD-8632         | 5   | 20  | 18 | 27  | - CAN: 2× Platinum - BPI: Silver - RIAA: Gold                  |
| 1992 | Feel This      | Arista 07822-18706-2     | 27  | 37  | 72 | 174 | - CAN: Platinum                                                |
| 1995 | Cover to Cover | Arista 07822-18770-2     | 44  | 80  | 50 | -   | - CAN: Gold                                                    |
| 2000 | Get Me Some    | Eagle ER-202042          | –   | –   | –  | –   |                                                                |

### Jeff Healey solo et avec The Jazz Wizards
| Year | Album                  | Label and Catalog Number | US |
| ---- | ---------------------- | ------------------------ | -- |
| 2002 | Among Friends          | Stony Plain B000I2KPO6   | –  |
| 2004 | Adventures in Jazzland | Stony Plain B000I2KPOG   | –  |
| 2006 | It's Tight Like That   | Stony Plain B000ETRIZ2   | –  |
| 2008 | Mess of Blues          | Stony Plain B0016MX3F0   | –  |
| 2009 | Songs From The Road    | Stony Plain B002F040F4   | –  |
| 2010 | Last Call              | Stony Plain B0036WL32S   | –  |

### Jeff Healey solo
- 2002: Among Friends (Sensation; Stony Plain)[10]
- 2003: Live at Healey's (Bolder)[11]
- 2004: Adventures in Jazzland (HealeyOphonic; Stony Plain)[10]
- 2006: It's Tight Like That (Stony Plain)[12]
- 2008: Mess of Blues (Ruf; Stony Plain)
- 2009: Songs From The Road (Ruf; Stony Plain)
- 2010: Last Call (Stony Plain)
- 2016: Heal My Soul (Convexe Entertainment; Provogue)[13]
- 2016: Holding On: A 'Heal My Soul' Companion (Convexe Entertainment; Provogue)
- 2020: Heal My Soul: Deluxe Edition (Eagle Rock Entertainment)[14]

### Albums live
- 1993: Live in Belgium (CD & DVD) (Eagle Vision)
- 2003: Live at Healey's (Bolder)[11]
- 2005: Live at Montreux 1999 (Eagle)
- 2011: Live at Grossman's 1994 (Eagle Rock North/Convexe)
- 2013: As The Years Go Passing By: Live in Germany 1989-1995-2000 (in-akustik) - note: the first release of archival material compiled with the participation and full approval of the Jeff Healey Estate.
- 2013: Live From NYC (Eagle Rock)
- 2014: Live at the Legendary Horseshoe Tavern, 1993 (Eagle Rock)

### Compilations
- 1998: The Very Best of Jeff Healey (RCA)[15]
- 1998: The Very Best of Jeff Healey (MSI Music Distribution)[16]
- 1999: Master Hits (Arista)
- 2004: The Platinum and Gold Collection (Arista)
- 2008: Super Hits (Sony BMG)
- 2008: Legacy: Volume One (Ear Music; Arbor Records Ltd)
- 2013: Playlist: The Very Best of the Jeff Healey Band (Arista)
- 2013: House on Fire – Demos & Rarities (Eagle Rock North)
- 2015: The Best of the Stony Plain Years (Stony Plain)

### Collaborations
- 1988 The Promise de Matt Minglewood (Savannah Music/WEA)
- 1995 Let It Rock! (The Rock 'n' Roll Album of the Decade) (Quality Records) - Ronnie Hawkins' 60th Birthday Bash, Live at Massey Hall, featuring The Band, Jerry Lee Lewis, Carl Perkins, Larry Gowan.
- 1999 Blues Blues Blues de Jimmy Rogers All-Stars (Atlantic Records)
- 2003 Live At Last de Matt Minglewood Band feat. Jeff Healey (Norton Records)
- 2004 What's Love? A Tribute to Tina Turner (Versailles Records)[17]
- 2006 Full Circle de Walter Trout (Ruf Records) [18]
- 2006 : Gillan's Inn de Ian Gillan - Joue sur When a Blind Man Cries et Demon's Eye

## The Jazz Wizards
- 2006 : Jeff Healey & The Jazz Wizards - With Chris Barber : It's Tight Like That - Album
- 2010 : Jeff Healey & The Jazz Wizards : Beautiful Noise - DVD - Initialement enregistré pour une émission spéciale intitulée "Beautiful Noise" en janvier 2006.

## Filmographie
imdb : Jeff Healey : https://www.imdb.com/name/nm0372254/
Cinéma :
- 1989 : Road House

Télévision :
- 1995 : Jake's Progress : 1 épisode
- 1996 : Due South : 1 épisode

### Source
- (en) Cet article est partiellement ou en totalité issu de l’article de Wikipédia en anglais intitulé « Jeff Healey » (voir la liste des auteurs).